# Jack Dee
James Andrew Innes Dee, detto Jack (Bromley, 24 settembre 1961), è un cabarettista, attore e sceneggiatore britannico, conosciuto per il suo senso dell'umorismo sarcastico pungente e diretto.
In patria è noto principalmente per aver scritto ed interpretato la sitcom Lead Baloon, per essere stato il caposquadra di Shooting Stars dal 2008 al 2011 e per aver presentato gli show televisivi Jack Dee: Live at the Apollo (candidato a un BAFTA nel 2006), The Jack Dee Show, Jack Dee's Saturday Night e Jack Dee's Happy Hour.
Nel 2001 ha vinto il Celebrity Big Brother.

## Biografia

### Infanzia e gioventù
Nato a Bromley, Kent, Inghilterra dal pittore Geoffrey T. Dee e da Rosemary A. Stamper, figlia degli attori Henry Lionel Pope Stamper e Edna May Howard Innes, è l'ultimo di tre fratelli dopo Joanna Innes Dee e David Simon Innes Dee, trascorre l'infanzia a Petts Wood per poi trasferirsi a Winchester in giovane età.
È il bisnipote di Charles William Stamper, ingegnere meccanico di Edoardo VII.
Ha frequentato sia scuole pubbliche che private, le elementari presso la The Pilgrims' School a Winchester, le medie alla Montgomery of Alamein School e, per un certo periodo, la Frensham Heights School, mentre l'educazione superiore la frequenta al Peter Symonds College. Successivamente progetta di frequentare una scuola di recitazione ma la madre lo convince invece ad entrare nel settore della ristorazione e, dunque , diventa un cameriere.
Verso i vent'anni trova impiego verso il Ritz ed inizia a bere troppo. In quello stesso periodo frequenta la chiesa e, per un certo tempo, prende in considerazione l'opportunità di diventare un prete ma in seguito capisce che non fa per lui ed abbandona il proposito senza riuscire a smettere di bere, condizione che tuttavia descrive più come abuso di alcolici che come alcolismo.
Fino da allora ha sostenuto e pubblicizzato la birreria John Smith's Bitter.

### La carriera
Una sera del 1986, recatosi al Comedy Store di Londra dopo il lavoro, Dee si esibisce in uno spettacolo improvvisato ottenendo numerosi incoraggiamenti dal pubblico e dai gestori del locale affinché ampliasse e replicasse lo spettacolo. Entusiasta di ciò, a partire dal 1990 inizia ad esibirsi, nel tempo libero, a numerosi spettacoli di stand-up comedy in giro per la capitale, ottenendo in breve una fama tale da arrivare al London Palladium ed all'Hammersmith Apollo. Vinto, nel 1991, il British Comedy Awards, all'uomo viene offerto un suo show personale: The Jack Dee Show, che esordisce su Channel 4 nel febbraio 1992 consacrandolo alla fama internazionale. Lo stesso anno gli viene offerto di condurre il Jack Dee's Saturday Night su ITV; mentre BBC One lo mette prima alla conduzione di Jack Dee's Happy Hour, nel 1997, e poi di Jack Dee: Live at the Apollo nel 2004.
Nel 1996, assieme a Jeremy Hardy, gira la collezione di mockumentari Jack and Jeremy's Real Lives. Tuttavia la serie, simile al loro progetto precedente, Jack And Jeremy's Police 4, ed incentrata sul duo che svolge varie tipologie di lavori, nonostante le premesse e la presenza di Sacha Baron Cohen nell'episodio pilota non riesce a ingranare e viene dapprima spostata alla programmazione notturna e poi cancellata.
Oltre alla carriera di presentatore, Dee partecipa come guest star a serie televisive quali The Grimleys, Testimoni silenziosi, Dalziel and Pascoe e Jonathan Creek. Vinto nel 2001 il Celebrity Big Brother ha devoluto il premio per finanziare Comic Relief. Nel corso del programma ha sempre mantenuto le valigie fatte sperando di essere eliminato il prima possibile ed è fuggito diverse volte dalla casa senza farsi scoprire; inoltre ha dichiarato di non aver apprezzato affatto il trattamento impartito ai partecipanti ed ha declinato ogni invito per una possibile seconda partecipazione.
Nel 2004 partecipa al film The Deputy, assieme a Warren Clarke e Dervla Kirwan, ricevendo numerosi commenti positivi. Nello stesso anno prende parte al film Tunnel of Love ed a un documentario su Fawlty Towers.
Nel 2005 coordina uno spettacolo comico volto a raccogliere fondi per le vittime del maremoto dell'Oceano Indiano. Inoltre appare nella rubrica Star in a Reasonably-Priced Car della serie BBC Two Top Gear, percorrendo il circuito in 1:53.5 minuti a bordo di una Suzuki Aerio. A ottobre del 2006 diviene co-sceneggiatore ed interprete della serie Lead Baloon, ritenuta dalla critica «la risposta britannica a Curb Your Enthusiasm»; nella quale Dee interpreta un ruolo quasi biografico. La prima stagione della serie è stata trasmessa su BBC Four dal 4 ottobre 2005, mentre la seconda e la terza sono state trasmesse su BBC Two, rispettivamente dal 15 novembre 2007 e dal 13 novembre 2008. La quarta e ultima stagione è stata infine trasmessa sul canale principale della BBC a partire dal 31 maggio 2011.
Sempre nel 2005 ha inoltre interpretato Harry nel film irlandese Short Order. Mentre, dopo aver interpretato, nel 1998, il ruolo di Yvan nell'opera teatrale di Yasmina Reza vincitrice dell'Olivier Award Art, nel 2006 torna, su richiesta stessa del regista, stavolta nel ruolo di Serge, per una nuova messa in scena dell'opera della durata di tredici settimane.
Il 25 febbraio 2009 viene annunciato che Jack Dee, Stephen Fry e Rob Brydon sono stati scelti per sostituire il defunto Humphrey Lyttelton per la serie estiva di I'm Sorry I Haven't a Clue. Successivamente Dee diviene il conduttore permanente del programma, apparendo di frequente come ospite anche a Quite Interesting e, soprattutto, a Have I Got News for You, dove colleziona ben dieci presenze. Inoltre presenta il biannuale Comic Relief Telethon e continua a fare da testimonial per il John Smith's Bitter, venendo soprannominato "The Midget With The Widget" (Il nano col widget).
Il 30 dicembre 2008 prende parte al quindicesimo anniversario di Shooting Stars sostituendo Will Self in qualità di caposquadra. La sua performance viene però tanto gradita da far sì che subentri definitivamente al ruolo nel 2009 e vi rimanga fino alla settima stagione dello show nel 2011. Il natale 2009 Dee interpreta invece John Tweedledum nello show BBC Radio 4 The News at Bedtime.
Il 30 marzo 2010 prende parte allo show benefico Channel 4's Comedy Gala raccogliendo fonti per il Great Ormond Street Children's Hospital. Nel 2013 partecipa invece a Through Hell and High Water, raccolta benefica organizzata da Comic Relief nella quale Dee, Dara Ó Briain, Chelsee Healey, Greg James, Melanie C e Philips Idowu percorrono in canoa le rapide dello Zambesi. Lo spettacolo raccoglie oltre un milione di sterline devolute poi in beneficenza.

## Vita privata
Dee incontra Susan Jane Hetherington nel 1986 mentre lavorava come cameriere per il Fulham e lei era una receptionist ad un albergo vicino. I due si sono sposati a Winchester, Hampshire, nel 1989 ed hanno avuto quattro figli.
Dee ha sofferto di depressione e considera il suo lavoro la migliore delle cure sostenendo che: «Se hai l'impulso di essere creativo lo ignori a tuo rischio e pericolo». Negli anni ottanta, ha inoltre abusato di bevande alcoliche, abitudine poi ripresentatasi durante il Celebrity Big Brother, tuttavia, come da lui dichiarato in un'intervista, non si è mai recato ad alcun incontro degli Alcolisti Anonimi per paura di venire perseguitato dai paparazzi.
Nel 2007 il Daily Express ha annunciato di aver iniziato le trattative per pubblicare la sua autobiografia, ad ogni modo Dee firma in seguito il contratto con Doubleday nel 2008 e fa pubblicare da essi il libro nell'ottobre 2009 sotto il titolo: Thanks For Nothing: The Jack Dee Memoirs, assieme al relativo audiolibro. In accordo a Dee: «È davvero la storia di come sono capitato nella commedia... Somiglia a un'autobiografia ma non lo è perché si ferma circa venticinque anni fa. Arriva giusto alla prima volta che ho sperimentato la stand-up [comedy]».
Nel febbraio 2009 Dee e molti altri artisti hanno scritto una lettera aperta al Times in sostegno ai leader Bahá'í allora sotto processo in Iran.
Dee è inoltre il proprietario della Open Mike Productions, co-fondata assieme a Addison Cresswell, che ha prodotto spettacoli radiofonici e televisivi come Michael McIntyre's Comedy Roadshow e Alan Carr: Chatty Man.

## Premi e riconoscimenti
- British Comedy Awards
  - 1991, Miglior esordiente - (Vinto)
  - 1997, Miglior stand-up comedian - (Vinto)
- Perrier Comedy Award
  - 1991 - (Nomination)
- British Advertising Award
  - 1997 - John Smith's Bitter Commercials (Vinto)
- British Academy Television Awards
  - 2006, Miglior performance d'intrattenimento - Live at the Apollo (Nomination)